# Liste de villes de la république du Congo
Cet article présente la liste des villes de la république du Congo.

## Liste des capitales de département

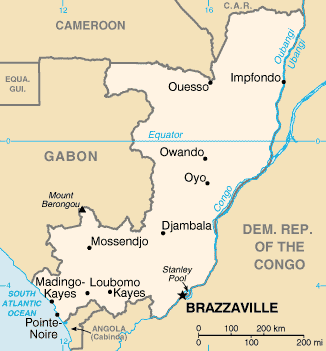

- Brazzaville, chef-lieu du département de Brazzaville
- Djambala, chef-lieu du département des Plateaux
- Dolisie, chef-lieu du département du Niari
- Ewo, chef-lieu du département de la Cuvette-Ouest
- Gamboma, chef-lieu du département de Nkéni-Alima[1]
- Impfondo, chef-lieu du département de la Likouala
- Kinkala, chef-lieu du département du Pool
- Loango, chef-lieu du département du Kouilou
- Madingou, chef-lieu du département de Bouenza
- Mossaka, chef-lieu du département du Congo-Oubangui[1]
- Odziba, chef-lieu du département du Djoué-Léfini[1]
- Ouesso, chef-lieu du département de la Sangha
- Owando, chef-lieu du département de la Cuvette
- Pointe-Noire, chef-lieu du département de Pointe-Noire
- Sibiti, chef-lieu du département de la Lékoumou

## Villes par population
| Rang | Ville        | Population   | Population   | Population   | Population   | Régions      |
| Rang | Ville        | Recens. 1984 | Recens. 1996 | Recens. 2007 | Recens. 2023 | Régions      |
| 1.   | Brazzaville  | 585 812      | 856 410      | 1 373 382    | 2 138 236    | Brazzaville  |
| 2.   | Pointe-Noire | 294 203      | 455 131      | 715 334      | 1 398 812    | Pointe-Noire |
| 3.   | Dolisie      | 49 134       | 79 852       | 83 798       | 178 172      | Niari        |
| 4.   | Nkayi        | 36 540       | 46 727       | 71 620       | 104 083      | Bouenza      |
| 5.   | Ouesso       | 11 939       | 17 784       | 28 179       | 75 095       | Sangha       |
| 6.   | Kintélé      | k.A.         | k.A.         | k.A.         | 71 629       | Pool         |
| 7.   | Oyo          | k.A.         | k.A.         | 14 295       | 63 598       | Cuvette      |
| 8.   | Bétou        | k.A.         | k.A.         | 11.240       | 59 563       | Likouala     |
| 9.   | Gamboma      | 11 207       | 16 000       | 18 514       | 52 652       | Nkéni-Alima  |
| 10.  | Owando       | 16 021       | 19 000       | 24 736       | 48 642       | Cuvette      |
| 11.  | Madingou     | 11 505       | 17 000       | 25 713       | 43 787       | Bouenza      |
| 12.  | Impfondo     | 11 229       | 16 000       | 33 911       | 38 240       | Likouala     |
| 13.  | Makoua       | 10 994       | 11 200       | 14 240       | 34 408       | Cuvette      |
| 14.  | Sibiti       | 14 556       | 17 000       | 22 951       | 33 887       | Lékoumou     |

### Sources
- (de) Cet article est partiellement ou en totalité issu de l’article de Wikipédia en allemand intitulé « Liste der Städte in der Republik Kongo » (voir la liste des auteurs).